# Iwan Lasarow

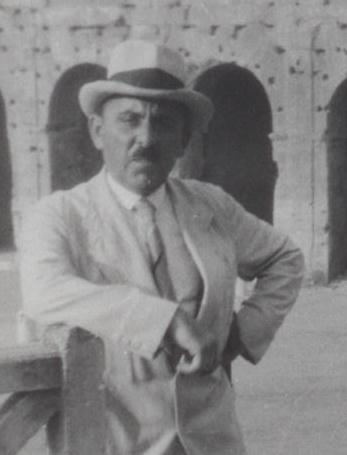
Iwan Lasarow, 1932

Iwan Stefanow Lasarow (bulgarisch Иван Стефанов Лазаров; * 2. Oktober 1889 in Karlowo; † 4. November 1952 in Sofia) war ein bulgarischer Bildhauer.

## Leben
Er absolvierte 1912 ein Kunststudium bei Scheko Spiridonow in Sofia. Ab 1923 war er als Professor tätig. Von 1932 bis 1935, 1937 bis 1939 und 1943 bis 1945 war er Direktor der Kunstakademie Sofia. 1949 übernahm er die Funktion des Direktors des Instituts für Kunstwissenschaften, die er bis 1952 innehatte. Er gehörte der Bulgarischen Akademie der Wissenschaften an.
In seinen Arbeiten befasste er sich häufig mit ländlichen Motiven. Lasarow schuf jedoch auch Büsten bekannter bulgarischer Persönlichkeiten insbesondere aus der Phase der Bulgarischen Wiedergeburt. Darüber hinaus verfasste er auch Artikel zu kunsttheoretischen und kunstkritischen Themen. Er verfasste auch naturwissenschaftliche Studien.

## Werke (Auswahl)
- Junges Mädchen, 1928
- Grabmal für Pejo Jaworow, 1929
- Bäuerin, 1933
- Grabmal für Dimtscho Debeljanow, 1934
- Kopf eines Arbeiters, Skulptur, 1937
- Wäscherin, Skulptur, 1945